# Samuel Fischer
Samuel Fischer (Liptószentmiklós, 24 dicembre 1859 – Berlino, 15 ottobre 1934) è stato un editore austro-ungarico naturalizzato tedesco, fondatore nel 1886 della casa editrice S. Fischer Verlag a Berlino.

## Biografia

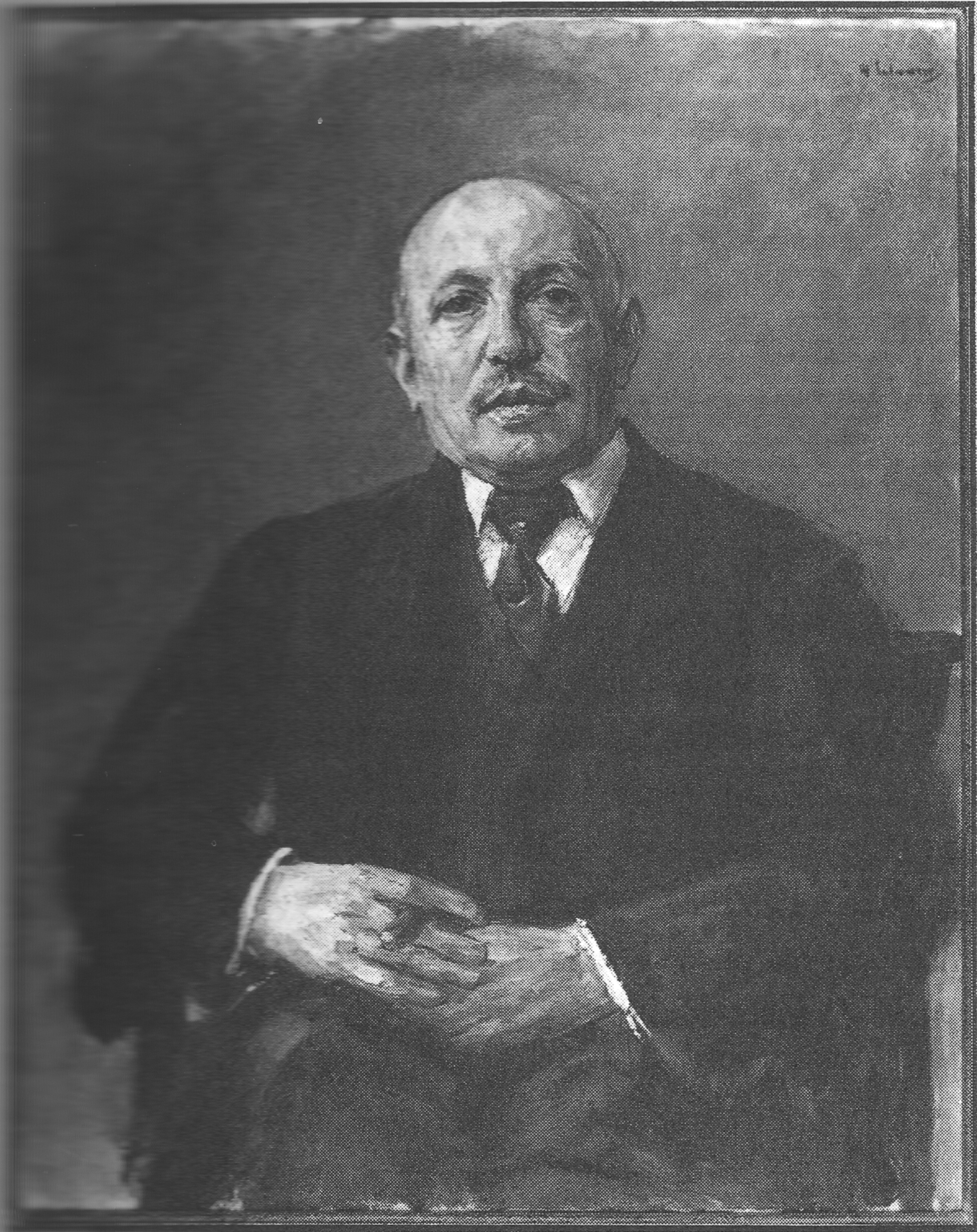
Samuel Fischer (Dipinto di Max Liebermann, 1915)

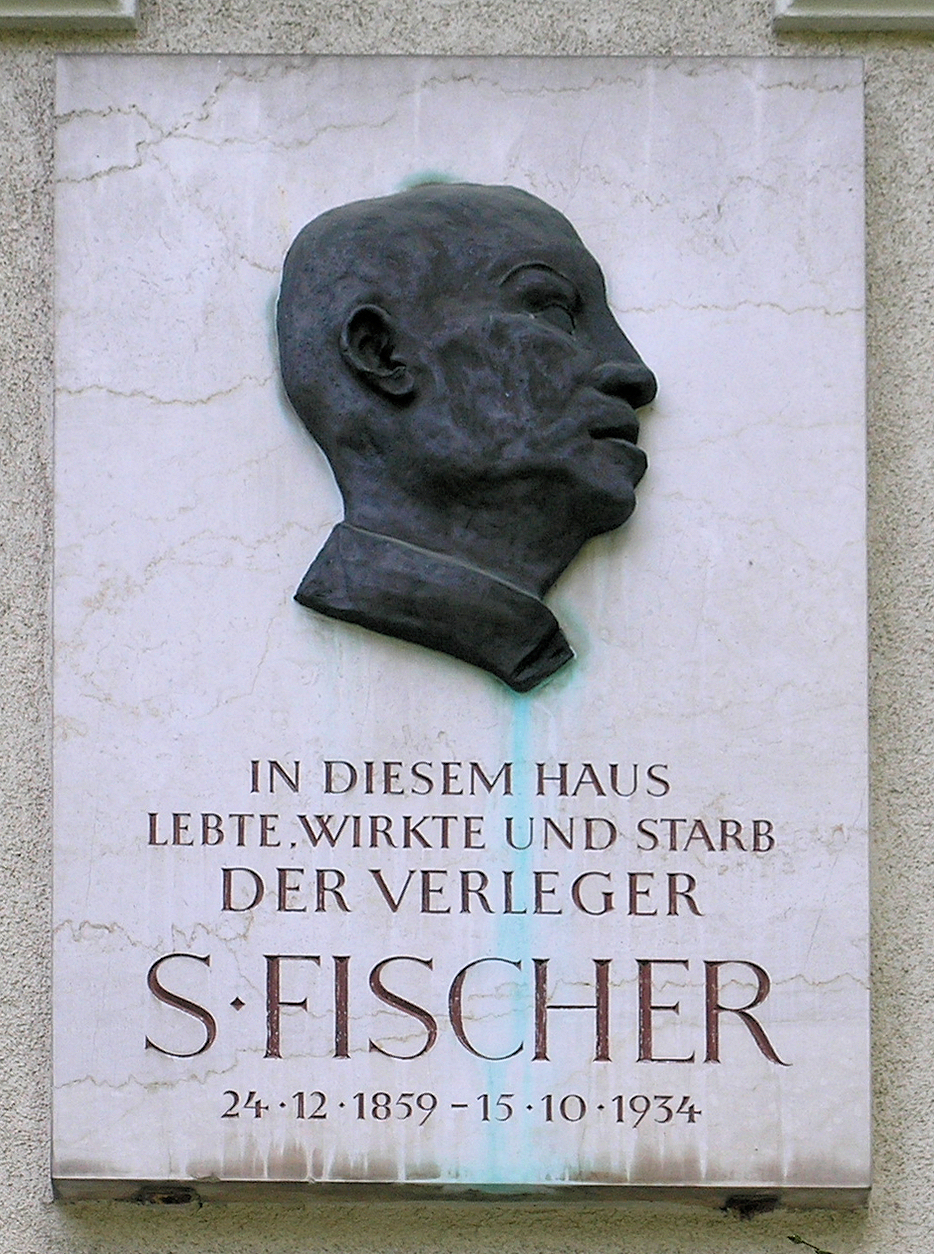
Targa commemorativa sulla facciata dell'abitazione di Samuel Fischer a Berlino

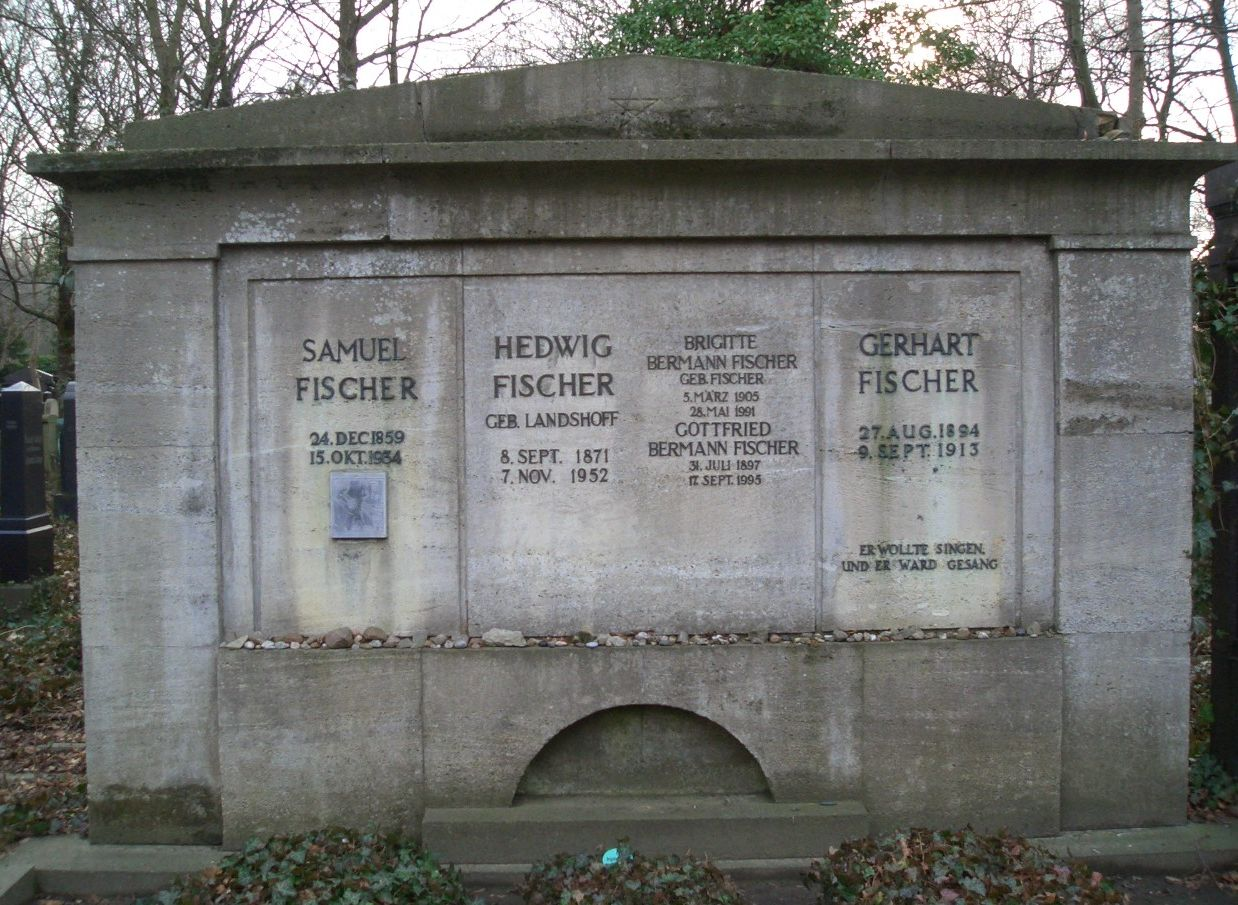
Tomba della famiglia Fischer a Weißensee

Samuel Fischer era il terzo di cinque figli di una famiglia di origine ebraico-ungherese. Nel 1874 si recò a Vienna dove fu apprendista libraio. Rimase a Vienna sei anni; in quel periodo frequentò anche corsi serali di ragioneria e svolse attività di tipo giornalistico. Nel 1880 si trasferì a Berlino e trovò lavoro come assistente libraio nella libreria di Hugo Steinitz. Nel settembre del 1883 Samuel Fischer divenne socio della casa editrice Hugo Steinitz & Co. Nel 1886 fondò la propria casa editrice, la S. Fischer Verlag. 
I primi testi pubblicati dalla nuova casa editrice furono traduzioni di testi stranieri, soprattutto di autori russi, che contribuì a far conoscere ai lettori di lingua tedesca, e di testi teatrali. Il primo testo pubblicato, nel gennaio 1887, fu Rosmersholm di Ibsen; successivamente, a partire dal 1898, Fischer pubblicò l'opera omnia di Ibsen in dieci volumi. Dal 1887 al 1889, Fischer si concentrò sempre di più sul teatro. Partecipò alla fondazione della "Die Freie Bühne",  un teatro d’avanguardia di indirizzo naturalista fondato nel 1889 sul modello del "Théâtre Libre" di André Antoine; e parallelamente al teatro, e con indirizzo simile, nacque la rivista Freie Bühne für modernes Leben che in seguito mutò il suo titolo in quello di Neue Rundschau.
Nel 1893 Samuel Fischer sposò Hedwig Landshoff (1871-1952), erede di una ricca famiglia di commercianti. Dal matrimonio nacquero due figli: Gerhart nel 1894 e Brigitte nel 1895. Gerhart morì di tifo nel 1913; Brigitte, che nel 1926 sposò Gottfried Bermann Fischer, diresse con il marito la casa editrice dopo la morte del padre. Nei primi due decenni di attività, Samuel Fischer fu l'editore di alcuni fra i più importanti scrittori di lingua tedesca; fra i tanti: Gerhart Hauptmann, Arthur Schnitzler, Peter Altenberg, Herman Bang, Jakob Wassermann, Hugo von Hofmannsthal, Hermann Hesse e soprattutto Thomas Mann. Fischer era inoltre l'editore tedesco di popolari scrittori stranieri, per esempio Gabriele D'Annunzio e George Bernard Shaw. Lo scoppio della prima guerra mondiale comportò la fine dei rapporti con gli scrittori dei paesi alleati e Fischer fu costretto a tagliare la produzione. 
A metà degli anni venti Fischer diede maggiore autonomia al genero Gottfried Bermann Fischer il quale nel 1928 fu nominato amministratore delegato della casa editrice. Le difficoltà della casa editrice divennero molto gravi dopo l'avvento di Hitler nel 1933. L'anno seguente Samuel Fischer morì e fu seppellito nel Cimitero ebraico di Weißensee. La casa editrice venne divisa in due: la S. Fischer Verlag continuò l'attività nel Terzo Reich col vecchio nome diretta da Peter Suhrkamp; gli autori indesiderati dal regime nazionalsocialista rimasero alla Bermann Fischer Verlag, una società creata da Gottfried Bermann Fischer il quale nel 1936 lasciò la Germania con la moglie Brigitte e le loro tre figlie emigrando dapprima a Vienna, poi a Stoccolma e infine a New York.